# 심상무
심상무(沈相武, 1956년~)는 대한민국의 법학자로, 제9대 동의대학교 총장을 지냈다.

## 학력
- 연세대학교 법학과 학사
- 연세대학교 대학원 법학 석사
- 연세대학교 대학원 법학 박사

## 경력
- 1985년 동의대학교 법정대학 법학과 교수
- 동의대학교 법정대학 학장
- 동의대학교 행정대학원 원장
- 2010년 3월 동의대학교 교학부총장
- 2013년 5월 제9대 동의대학교 총장[1]

## 같이 보기
- 심종섭
- 심윤종
- 심화진
- 심봉근
- 심태식